# 東光寺 (十日町市)
東光寺（とうこうじ）は、新潟県十日町市にある曹洞宗の寺院である。山号は草玉山（そうぎょくさん）。 

## 概要
六百年前の室町時代に建てられたといわれている。門前には安永九年(1780年)建立の『禁芸術』の碑がある。山内に地面に生えた状態のままの木に観音菩薩を彫り込んだ「立木観音（たちきかんのん）」と呼ばれる仏像と、仏像を安置するための「観音堂」がある。東光寺雲板（うんばん）が十日町市指定文化財になっている。

## 関連書
- 『南越後 お山のお寺の不思議な話』

## 周辺
- 清津川・清津峡・なかさと清津スキー場[5]
- ベルナティオ・ニュー・グリーンピア津南
- 田代の七ツ釜[6]・ゆくら妻有温泉[7]

## 交通アクセス
- 鉄道

上越新幹線越後湯沢駅より、南越後観光バス（急行）湯沢〜清津峡〜津南〜森宮野原駅線で約40分。稲荷様入口バス停下車、徒歩約20分。
北越急行ほくほく線・飯山線十日町駅より、南越後観光バス十日町駅前-新宮-田代線で約45分。倉俣局前バス停から徒歩約5分。
- 自動車

関越自動車道塩沢石打インターチェンジから国道353号、広域農道中魚沼第6号路線を約30分。